# Cratere Tábor
Tábor  è un cratere sulla superficie di Marte.